# Grandizo Munis
Grandizo Munis, de son vrai nom Manuel Fernández-Grandizo Martínez, né le 18 avril 1912 à Torreón au Mexique et mort le 4 février 1989 à Paris, est un militant politique espagnol.

## Biographie
Grandizo Munis est un des fondateurs de la section espagnole de l’Opposition de gauche en 1930. Puis il fonde la section espagnole de la Ligue communiste internationale en 1936. Le groupe est connu par son organe La Voz Leninista. 
Pendant les Journées de mai 1937 à Barcelone, il participe avec les Amigos de Durruti et l'aile gauche du POUM aux appels à continuer le combat face à la contre-révolution stalinienne et à remplacer le gouvernement républicain par une junte révolutionnaire élue par les ouvriers, les paysans et les miliciens.
Il est emprisonné par les staliniens en février 1938. 
Il s'enfuit ensuite et se réfugie au Mexique à la fin de la guerre civile espagnole où il est chargé par Trotski de diriger la section mexicaine. Il dirige également la section trotskiste espagnole. À ce titre, il participe à la conférence d'Alarme de la IVe Internationale (1940), et devient un proche collaborateur de Natalia Sedova.
Grandizo Munis rompt avec la IVe Internationale en 1948, sur la nature de la l’Union soviétique qu’il considère comme un régime de capitaliste d’État (rejoignant ainsi les conceptions de la Tendance Johnson-Forest aux États-Unis) et sur la nature de la Seconde Guerre mondiale, qu’il considère comme étant une guerre impérialiste (de même que le trotskyste américain Max Shachtman). Il estime que le trotskisme a choisi un camp impérialiste, celui de l’URSS. Natalia Sedova, la veuve de Léon Trotski, suit le même chemin en rompant avec le trotskisme quelques années plus tard.
Il s'installe en France puis rentre en Espagne pour participer à la grève des transports de Barcelone en 1951, ce qui lui vaut d'être emprisonné dans les geôles franquistes. 
Après sa libération en 1958, Grandizo Munis rentre en France et fonde l'année suivante le Fomento Obrero Revolucionario (Ferment ouvrier révolutionnaire) qui publie la revue Alarme et développe des positions proches de celles de la gauche communiste, sans jamais rompre totalement avec le léninisme.

## Œuvres
- G. Munis, Jalones de derrota, promesa de victoria (1948) Présentation - Critique -  Texte en ligne
- G. Munis, Benjamin Péret, Pour un second manifeste communiste, Éd. Losfeld, 1965 Texte en ligne
- G. Munis, Benjamin Péret, Les syndicats contre la révolution, Éd. Losfeld, 1968 Texte en ligne
- G. Munis, Parti-État, Stalinisme, Révolution, Éditions Spartacus, 1975 Texte en ligne